# La Praz (Szwajcaria)
La Praz – miejscowość i gmina (commune) w zachodniej Szwajcarii, w kantonie Vaud, w okręgu (district) Jura-Nord vaudois.    

## Demografia
W La Praz mieszkają 183 osoby. W 2021 roku 14,8% populacji gminy stanowiły osoby urodzone poza Szwajcarią.